# Sphaerantia discolor
Sphaerantia discolor är en myrtenväxtart som beskrevs av Peter G.Wilson och Bernard Patrick Matthew Hyland. Sphaerantia discolor ingår i släktet Sphaerantia och familjen myrtenväxter. Inga underarter finns listade i Catalogue of Life.